# Video Collection
Video Collection es un DVD lanzado por Good Charlotte en el 2003, un año después de lanzar su álbum The Young And The Hopeless. Este DVD trae vídeos de su primer álbum, Good Charlotte, y su segundo álbum, "The Young and the Hopeless," aunque el último sencillo (Hold On) no está en el DVD. El DVD también tiene comentarios con la banda y directores hablando de hacer los vídeos. Ha sido certificado Platino en Estados Unidos.

## Contenido
- Little Things, vídeo y comentario
- The Motivation Proclamation, vídeo y comentario
- Festival Song, vídeo y comentario
- Lifestyles of the Rich & Famous, vídeo y comentario
- The Anthem, vídeo y comentario
- Girls & Boys, vídeo y comentario
- The Young And The Hopeless, vídeo y comentario

## Bonus
- Discografía
- GC Evolution (Galería de fotos)
- Trial TV
- The Click. - Vídeo musical para Undergrads, "The Click".

## Listas musicales
| Lista (2007)               | Mejor posición |
| -------------------------- | -------------- |
| Top Music Video            | 4              |
| Comprehensive Music Videos | 5              |

## Certificaciones
| País                    | Ventas  | Certificación |
| ----------------------- | ------- | ------------- |
| Australia (ARIA Charts) | 35 000  | Oro           |
| Estados Unidos          | 100 000 | Platino       |